# Gurkursprung

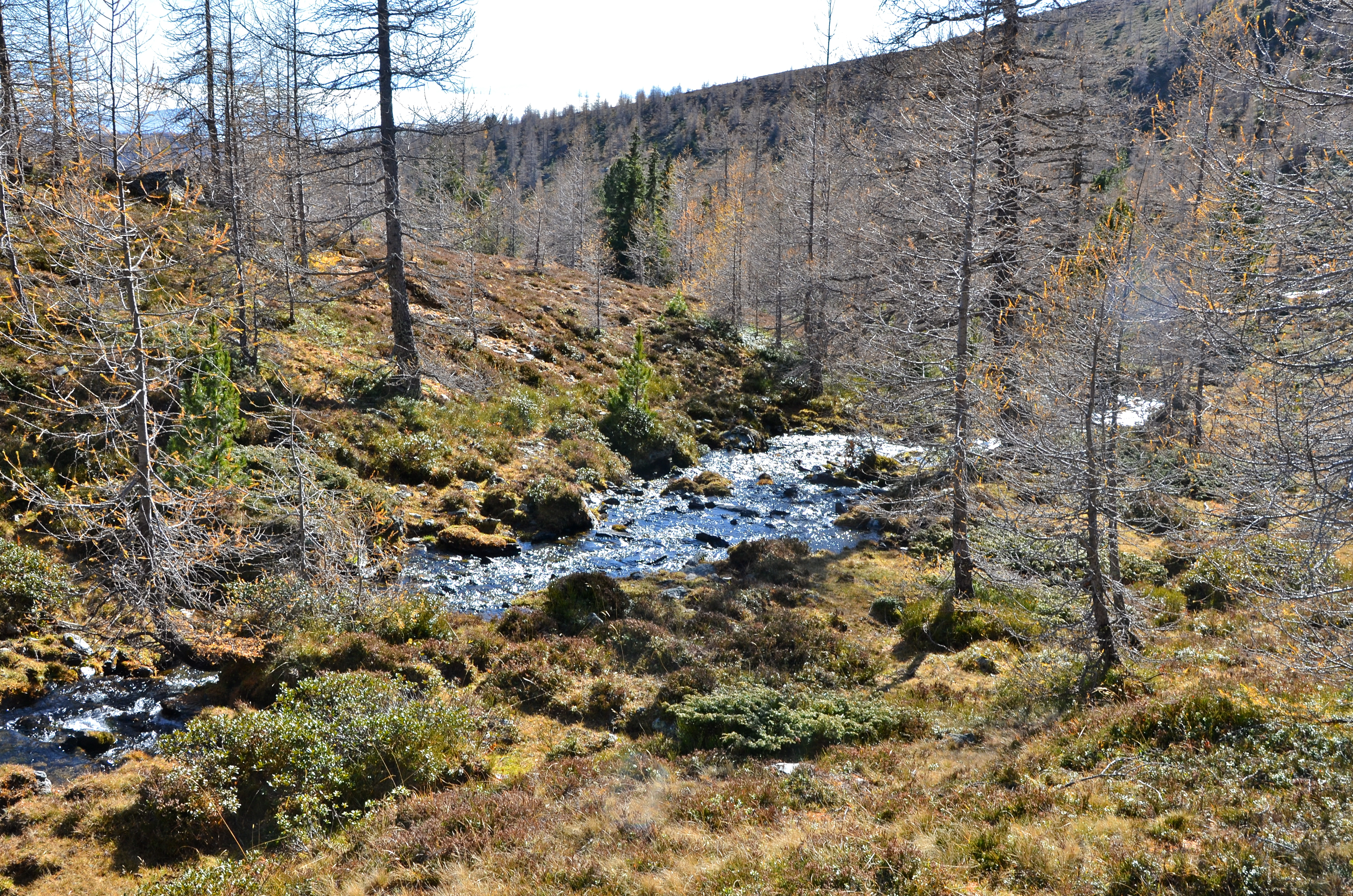
Die junge Gurk im NSG Gurkursprung

Gurkursprung ist ein Naturschutzgebiet in den Gurktaler Alpen (Kärnten). In ihm liegen die beiden Quellseen der Gurk, der Gurksee und der Torersee.
Das Naturschutzgebiet wurde 1981 eingerichtet (LGBl. 11/1981, 24/1981) und umfasst 1497 Hektar, die sich auf die Gemeinden Albeck und Ebene Reichenau verteilen. Grund für die Unterschutzstellung waren die Vorkommen des Mornellregenpfeifers. Es liegt in 1400 bis 2300 m Seehöhe und befindet sich in Privatbesitz. Im Südosten schließt das Landschaftsschutzgebiet Hochrindl-Seebachern an.

## Lage
Das Gebiet liegt im zentralen Bereich der Gurktaler Alpen nordöstlich von Ebene Reichenau. Kerngebiet sind die beiden kleinen Seen mit ihrer Umgebung. Sie werden von den Gipfeln Großer Speikkofel, Torer, Bretthöhe und Lattersteighöhe umrahmt. Im Westen des Naturschutzgebietes befindet sich das Gartental des Saureggenbaches, das am Fuß der Kaserhöhe liegt.
Das Gestein sind vorwiegend paläozoische Tonschiefer.

## Vegetation
Ein großer Teil des Gebietes wird von subalpinem Fichtenwald eingenommen. Durch die starke forstwirtschaftliche Nutzung ist er artenarm und monoton. An steilen, warmen Südhängen finden sich auch Zirbenbestände. Grünerlengebüsche zeigen Lawinenrinnen an. Nach oben folgen lockere, lichte Fichten-Lärchenbestände, deren Unterwuchs aus Alpenrosen, Heidelbeeren, Preiselbeeren und Heidekraut besteht. Diesen Zwergstrauchbeständen schließen sich alpine Rasen an, im Bereich der Seen ist dies ein Krummseggenrasen. Im Bereich der beiden Seen gibt es kleinflächig Flachmoore und Schneetälchenvegetation.

## Menschlicher Einfluss
Die alpinen Rasen werden intensiv beweidet, wodurch auch die Zwergstrauchbestände zurückgedrängt werden. Die forstliche Nutzung der Wälder ist intensiv und erfolgt ohne naturschutzrechtliche Auflagen. Es dominieren monotone Fichtenforste, das Forstwegenetz ist dicht. Die Jagd unterliegt keinen Einschränkungen, Teile des Naturschutzgebietes sind jagdliches Sperrgebiet. Der Einfluss des Tourismus ist gering, es gibt Wanderwege, im Winter Schitourengeher. Im Jahre 1989 wurde das Gebiet aus Naturschutzsicht als befriedigend eingestuft.